# Lista planetelor minore: 69001–70000
| Nume                                            | Denumire provizorie                             | Data descoperirii                               | Locul descoperirii                              | Descoperitor(i)                                 |                                                 |                                                 |                                                 |                                                 |                                                 |                                                 |                                                 |                                                 |                                                 |                                                 |                                                 |                                                 |                                                 |                                                 |                                                 |                                                 |                                                 |                                                 |                                                 |                                                 |                                                 |                                                 |                                                 |                                                 |                                                 |                                                 |                                                 |                                                 |                                                 |                                                 |                                                 |                                                 |                                                 |                                                 |                                                 |                                                 |                                                 |                                                 |                                                 |                                                 |                                                 |                                                 |                                                 |                                                 |                                                 |
| 69001–69100 Lista planetelor minore/69001–69100 | 69001–69100 Lista planetelor minore/69001–69100 | 69001–69100 Lista planetelor minore/69001–69100 | 69001–69100 Lista planetelor minore/69001–69100 | 69001–69100 Lista planetelor minore/69001–69100 | 69101–69200 Lista planetelor minore/69101–69200 | 69101–69200 Lista planetelor minore/69101–69200 | 69101–69200 Lista planetelor minore/69101–69200 | 69101–69200 Lista planetelor minore/69101–69200 | 69101–69200 Lista planetelor minore/69101–69200 | 69201–69300 Lista planetelor minore/69201–69300 | 69201–69300 Lista planetelor minore/69201–69300 | 69201–69300 Lista planetelor minore/69201–69300 | 69201–69300 Lista planetelor minore/69201–69300 | 69201–69300 Lista planetelor minore/69201–69300 | 69301–69400 Lista planetelor minore/69301–69400 | 69301–69400 Lista planetelor minore/69301–69400 | 69301–69400 Lista planetelor minore/69301–69400 | 69301–69400 Lista planetelor minore/69301–69400 | 69301–69400 Lista planetelor minore/69301–69400 | 69401–69500 Lista planetelor minore/69401–69500 | 69401–69500 Lista planetelor minore/69401–69500 | 69401–69500 Lista planetelor minore/69401–69500 | 69401–69500 Lista planetelor minore/69401–69500 | 69401–69500 Lista planetelor minore/69401–69500 | 69501–69600 Lista planetelor minore/69501–69600 | 69501–69600 Lista planetelor minore/69501–69600 | 69501–69600 Lista planetelor minore/69501–69600 | 69501–69600 Lista planetelor minore/69501–69600 | 69501–69600 Lista planetelor minore/69501–69600 | 69601–69700 Lista planetelor minore/69601–69700 | 69601–69700 Lista planetelor minore/69601–69700 | 69601–69700 Lista planetelor minore/69601–69700 | 69601–69700 Lista planetelor minore/69601–69700 | 69601–69700 Lista planetelor minore/69601–69700 | 69701–69800 Lista planetelor minore/69701–69800 | 69701–69800 Lista planetelor minore/69701–69800 | 69701–69800 Lista planetelor minore/69701–69800 | 69701–69800 Lista planetelor minore/69701–69800 | 69701–69800 Lista planetelor minore/69701–69800 | 69801–69900 Lista planetelor minore/69801–69900 | 69801–69900 Lista planetelor minore/69801–69900 | 69801–69900 Lista planetelor minore/69801–69900 | 69801–69900 Lista planetelor minore/69801–69900 | 69801–69900 Lista planetelor minore/69801–69900 | 69901–70000 Lista planetelor minore/69901–70000 | 69901–70000 Lista planetelor minore/69901–70000 | 69901–70000 Lista planetelor minore/69901–70000 | 69901–70000 Lista planetelor minore/69901–70000 | 69901–70000 Lista planetelor minore/69901–70000 |
| ----------------------------------------------- | ----------------------------------------------- | ----------------------------------------------- | ----------------------------------------------- | ----------------------------------------------- | ----------------------------------------------- | ----------------------------------------------- | ----------------------------------------------- | ----------------------------------------------- | ----------------------------------------------- | ----------------------------------------------- | ----------------------------------------------- | ----------------------------------------------- | ----------------------------------------------- | ----------------------------------------------- | ----------------------------------------------- | ----------------------------------------------- | ----------------------------------------------- | ----------------------------------------------- | ----------------------------------------------- | ----------------------------------------------- | ----------------------------------------------- | ----------------------------------------------- | ----------------------------------------------- | ----------------------------------------------- | ----------------------------------------------- | ----------------------------------------------- | ----------------------------------------------- | ----------------------------------------------- | ----------------------------------------------- | ----------------------------------------------- | ----------------------------------------------- | ----------------------------------------------- | ----------------------------------------------- | ----------------------------------------------- | ----------------------------------------------- | ----------------------------------------------- | ----------------------------------------------- | ----------------------------------------------- | ----------------------------------------------- | ----------------------------------------------- | ----------------------------------------------- | ----------------------------------------------- | ----------------------------------------------- | ----------------------------------------------- | ----------------------------------------------- | ----------------------------------------------- | ----------------------------------------------- | ----------------------------------------------- | ----------------------------------------------- |

| Predecesor: 68001–69000 | Lista planetelor minore 69001–70000 Semnificații ale numelor: 69001–70000 | Succesor: 70001–71000 |